# Мунстер (Ерце)
Мунстер (њем. Munster) град је у њемачкој савезној држави Доња Саксонија. Једно је од 23 општинска средишта округа Золтау-Фалингбостел. Према процјени из 2010. у граду је живјело 16.564 становника. Посједује регионалну шифру (AGS) 3358016.

## Географски и демографски подаци
Мунстер се налази у савезној држави Доња Саксонија у округу Золтау-Фалингбостел. Град се налази на надморској висини од 73 метра. Површина општине износи 193,4 km². У самом граду је, према процјени из 2010. године, живјело 16.564 становника. Просјечна густина становништва износи 86 становника/km².

## Међународна сарадња
| Мјесто    | Држава | Врста сарадње | Од    |
| --------- | ------ | ------------- | ----- |
|           | САД    | партнерство   | 1984. |
| Мичуринск | Русија | партнерство   | 1991. |
|           | Пољска | контакт       | 1995. |
| Извор     |        |               |       |